# Iris Murdoch
Dame Jean Iris Murdoch ['mə:dək] (n. 15 iulie 1919, Dublin, Regatul Unit al Marii Britanii și Irlandei – d. 8 februarie 1999, Oxford, Anglia, Regatul Unit) a fost o scriitoare și filozoafă irlandeză, cunoscută ca autoare sub numele de Iris Murdoch. În 1978 a câștigat Premiul Booker.

## Biografie
Iris Murdoch s-a născut la Dublin (15 iulie 1919), dar a crescut la Londra, unde familia sa s-a mutat după ce ea împlinise un an.
După ce a studiat literatura greacă și cea latină, istorie Antică și filozofie la Somerville College din Oxford, unde mai târziu a predat ca lector, Iris își continuă studiile de filozofie la Newnham College din Cambridge, unde frecventează lecțiile lui Ludwig Wittgenstein.
La izbucnirea celui de-al Doilea Război Mondial, Iris Murdoch începe să lucreze pentru UNRRA, organizație ONU, care se ocupa de refugiați. Acest tip de muncă o va face să călătorească în diverse țări din Europa, ca Austria și Belgia. Șederea în Belgia, în particular, va fi fundamentală pentru cariera sa filozofică, acolo având ocazia să-l întâlnească pe filozoful Jean-Paul Sartre și, de asemenea, să-i citească operele, opere care se găseau mai greu în Marea Britanie.
Din 1948 a predat filozofia la Universitatea din Oxford. A scris un studiu despre filozoful și scriitorul francez Jean Paul Sartre, Sartre Romantic Raționalist („Sartre, un raționalist romantic”, 1953).
Iris Murdoch s-a remarcat ca scriitoare încă de la primul său roman publicat, Under the Net („Prins în mreje”, 1954). Începe o lungă carieră literară: ea va scrie neîntrerupt până în anul 1994, când a fost diagnosticată cu boala Alzheimer. La Oxford l-a întâlnit și pe cel care-i va fi soț, scriitorul și profesorul John Bayley, cu care s-a căsătorit în 1956.
A murit la 9 februarie 1999, iar soțul său, care i-a stat alături până la sfârșit, o va aminti în două cărți de memorii: Elegy for Iris (1999) și Iris and Her Friends: A Memoire of Memory and Desire (1999).
Inspirându-se din viața și boala sa, a fost realizat filmul Iris, bazat pe memoriile soțului ei. În film, rolul este interpretat de Kate Winslet (în tinerețe) și Judi Dench (la bătrânețe).

## Opera
Scrierile sale sunt influențate de existențialismul lui Jean Paul Sartre.
- Under the Net (Prins în mreje, 1954)
- The Bell (Clopotul, 1958)
- The Severed Head (Capul tăiat, 1961)
- An Unofficial Rose (Un trandafir neoficial, 1962)
- The Unicorn (Inorogul, 1963)
- The Italian Girl (Italianca, 1964)
- The Red and the Green (Roșul și verdele, 1965)
- Bruno's Dream (Visul lui Bruno, 1969)
- The Black Prince (Prințul negru, 1973)
- The Sacred and Profane Love Machine (Mașina de iubit, cea sacră și profană, 1974)
- A Word Child (Vlăstarul cuvintelor, 1975)
- The Sea, the Sea (Marea, marea, 1978)